# Kōmyō
Cesarz Kōmyō (jap. 光明天皇 Kōmyō tennō;  ur. 1322, zm. 1380) — cesarz Japonii i 2. pretendent do tronu, według tradycyjnego porządku dziedziczenia. Był on znany jako 2. cesarz dworu północnego w okresie Namboku-chō sporów dynastycznych w latach 1331/1392.
Przed wstąpieniem na tron nosił imię książę Yutahito (jap. 豊仁親王 Yutahito-shinnō).
Kōmyō panował w latach 1336–1348.
Mauzoleum cesarza Kōmyō znajduje się w prefekturze Kioto. Nazywa się ono Daikōmyō-ji no misasagi.